# 班韋烏盧濕地

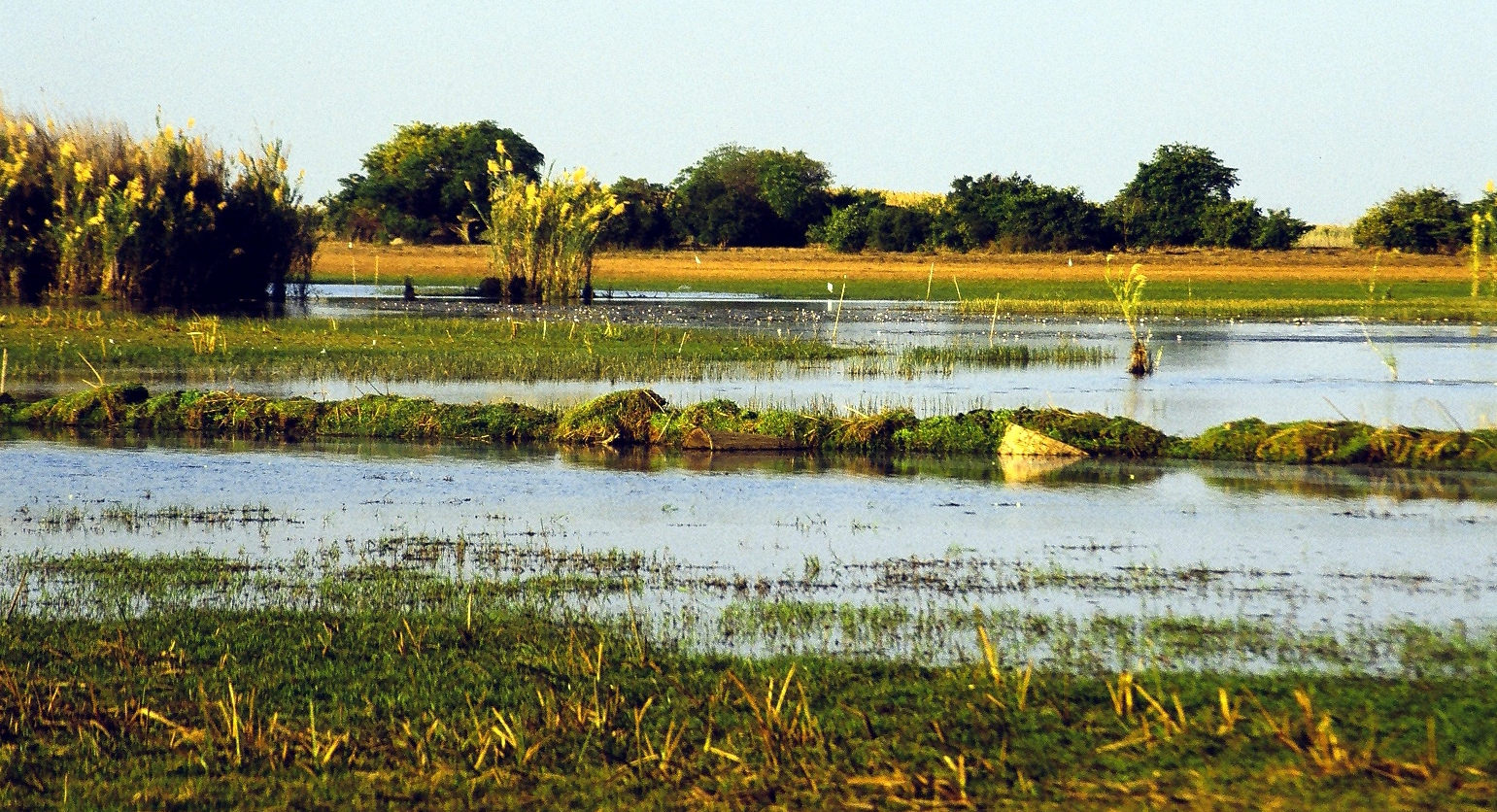

班韋烏盧濕地（英語：Bangweulu Wetlands），是贊比亞的濕地生態系統，位於該國東北部北方省，處於班韋烏盧湖附近，被载入《拉姆薩公約》的國際重要濕地名录，面積9,850平方公里，